# Life Begins at 60
『Life Begins at 60』（ライフ・ビギンズ・アット・60）は尾崎亜美のアルバム。2018年1月17日に日本クラウンからリリースされた。

## 概要
本作は尾崎が還暦を迎えた事を記念して、自身の楽曲を様々なアーティストとコラボレーションしたアルバム。

## 収録曲
1. 1グラムの歌（槇原敬之＆尾崎亜美）
2. マイ・ピュア・レディ（miwa＆尾崎亜美）
3. 冥想（根本要＆尾崎亜美）
4. 初恋の通り雨（chay＆尾崎亜美）
5. 風のライオン（小坂忠＆尾崎亜美）
6. Smile（La Dill＆尾崎亜美）
7. Harmony
新曲。